# Eichwäldchen
Der oder das Eichwäldchen ist ein Berg in der Gemarkung Darmstadt, ca. 1,5 km nordöstlich vom Ortskern Darmstadt-Eberstadt. Er gehört zu den Vorhöhen des Odenwaldes.
Der 224 m hohe Berg hat im oberen Bereich einen namensgebenden kleinen Waldbestand und gehört zu dem Naturschutzgebiet Streuobstwiesen von Darmstadt-Eberstadt /Prinzenberg und Eichwäldchen.
Nördlich und westlich des Bergs fließt der Hetterbach.
Südlich und östlich fließt der Rabenfloß.

## Sonstiges
Das Areal rund um den Berg wird im Volksmund auch die Toskana von Darmstadt genannt.
In einer alten Villa auf dem Gipfelplateau residiert die Software AG - Stiftung (49° 49′ 45,3″ N, 8° 39′ 32,3″ O).